# Frank Collins Baker
Frank Collins Baker (* 14. Dezember 1867 in Warren, Rhode Island; † 7. Mai 1942 in Urbana, Illinois) war ein US-amerikanischer Malakologe, Paläontologe und Ökologe.

## Leben
Baker war der Sohn von Francis Edwin und Anna Collins, geborene Thurber. Nach dem Abschluss seines Studiums an der Brown University im Jahr 1888 erhielt er 1889 ein Jessup-Stipendium, mit dem er bis 1890 an der Academy of Natural Sciences in Philadelphia forschte. Im selben Jahr nahm er an einer Expedition nach Mexiko für die Academy of Natural Sciences teil. Von 1891 bis 1892 war er Zoologe für wirbellose Tiere am Ward’s Natural Science Establishment sowie Sekretär der Rochester Academy of Sciences. Im Juni 1892 heiratete er Lillian May Hall, die 1934 starb. 1894 wurde er Kurator für Zoologie am Field Columbian Museum in Chicago, verließ diesen Posten aber noch im selben Jahr, um Kurator der Chicago Academy of Sciences zu werden, eine Position, die er bis 1915 innehatte. 1896 erhielt er den Bachelor of Science an der Chicago School of Science. Von 1900 bis 1915 war er Vizepräsident der National Audubon Society. Von 1915 bis 1917 führte er im Auftrag des New York State College of Forestry der Syracuse University eine intensive quantitative Studie über die Beziehungen zwischen der Bodenfauna in Seen und dem Fischbestand durch. Von 1918 bis 1939 war er Kurator am Field Museum of Natural History in Chicago. 1931 wurde er Vizepräsident der Illinois Academy of Sciences. Von 1941 bis 1942 war er Präsident der American Malacological Union.
Durch seine Studien über Süßwasser- und Landmollusken zählte Baker zu den führenden US-amerikanischen Malakologen in der ersten Hälfte des 20. Jahrhunderts. Er veröffentlichte zahlreiche Publikationen (ein Dutzend oder mehr Bücher und weit über hundert Artikel allein in der Fachzeitschrift The Nautilus), nicht nur über malakologische Themen, sondern auch über pleistozäne Geologie, Archäologie, Anthropologie, Limnologie und Ökologie. Seine Bibliographie umfasst unter anderen die Schriften A Naturalist in Mexico (1895), Mollusca of the Chicago Area (zwei Bände, 1892 und 1902), Shells of Land and Water (1903), Lymnaeidae of North and Middle America (1911), The relation of mollusks to fish in Oneida Lake, 1916, The productivity of invertebrate fish food on the bottom of Oneida lake, with special reference to mollusks, 1918, The Life of the Pleistocene or Glacial Period (1920), The molluscan fauna of the Big Vermilion River, Illinois, with special reference to its modification as the result of pollution by sewage and manufacturing wastes, with fifteen plates and eleven tables (1922), The Cahokia mounds (1923), Fresh Water Mollusca of Wisconsin (zwei Bände, 1928) und Fieldbook of Illinois Land Snails (1939).
Baker war Mitglied der Geological Society of America, der Paleontological Society, der Ecological Society of America, der American Association of Museums, der Museums Association, Fellow der American Association for the Advancement of Science sowie korrespondierendes Mitglied der Zoological Society of London.